# 野獣駆けろ
『野獣駆けろ』（やじゅうかけろ）は、日本の推理作家大沢在昌が著した長編ハードボイルド小説、冒険小説、アクション小説。1990年には東映Vシネマとしてオリジナルビデオ化もされた。

## 沿革
- 1983年、講談社ノベルスより『野獣駆けろ』刊行。
- 1986年、講談社文庫より『野獣駆けろ』刊行。
- 1990年、東映ビデオ「東映Vシネマ」にてビデオ映画化。
- 1996年、廣済堂文庫より『野獣駆けろ』刊行。
- 1999年、講談社ノベルスより新装版『野獣駆けろ』刊行。

## あらすじ
古い知人で出版社の編集者をする河井に、高松圭介は呼び出された。面会場所で河井は、六本木に根を張る暇人の圭介の経歴を知ってのことで、有名作家・辺見俊悟の身辺警護を依頼する。しかし、圭介は興味がないと断るのだった。
酒場で知り合った女子大生2人を連れ、帰宅した圭介。だが、自宅には河井の死体があった。それが高松圭介と見えない敵との死闘のはじまりだった。

## 登場人物
高松圭介
六本木に住み、アストンマーティンを駆る遊び人。しかし裏の顔は軍事ノンフィクションライター。元傭兵。
辺見俊悟
問題作「陰の間」の著者で大物作家。同作の登場人物にはモデルがいるのではないかと噂されている。

## オリジナルビデオ
東映ビデオで東映Vシネマとして製作され、東映株式会社より1990年12月14日リリース。93分。
ストーリー
風来坊生活を送る元傭兵・高松はある日、大学時代の友人である河合を通じ、作家の辺見からボディガードを依頼される。その場は断った高松だったが、一方でかつての傭兵仲間である清水も同じ依頼を持ち掛けられていた。
その夜、高松は六本木のディスコで出会った女を自宅に連れ込もうとするが、その敷地内で河合が殺されていた。高松は河合殺しと辺見の脅迫に関連性があると睨み、清水と協力して辺見のボディガードを引き受けることになるのだった。
スタッフ
- 原作：大沢在昌
- 監督：中島紘一
- 企画：黒澤満
- プロデューサー：青木勝彦
- 脚本：加藤正人
- 撮影：栢野直樹
- 音楽：高島明彦（音楽監督：鈴木清司）
- 音響効果：原田サウンド
- ガン・アドバイザー：BIGSHOT
- 製作協力：セントラル・アーツ、東映東京撮影所
- 製作：東映ビデオ

キャスト
- 高松圭介：神田正輝
- 清水章夫：塩見三省
- ジュリア：一色彩子
- 羽澄：誠直也
- 前川:菅田俊
- 辺見俊悟：南原宏治
- 河合：ベンガル
- 佐伯：宍戸錠